# 19833 Wickwar
19833 Wickwar è un asteroide della fascia principale. Scoperto nel 2000, presenta un'orbita caratterizzata da un semiasse maggiore pari a 2,8892751 UA e da un'eccentricità di 0,0258171, inclinata di 2,46475° rispetto all'eclittica.